# Biserica Sfânta Hripsime
Biserica „Sf. Hripsime” (în armeană Սուրբ Հռիփսիմե եկեղեցի, transliterat: Surb Hřip’simē yekeghetsi, uneori Hripsimeh) este o biserică apostolică armeană din secolul al VII-lea din Ecimiadzin (Armenia). Ea este una dintre cele mai vechi biserici existente în țară. Biserica a fost construită de catolicosul Komitas⁠(d) pentru a înlocui mausoleul inițial construit de catolicosul Sahak cel Mare⁠(d) în 395, ce conținea rămășițele sfintei mucenice Hripsime⁠(d), căreia îi este dedicată biserica. Actuala construcție a fost terminată în 618. Ea este cunoscută pentru arhitectura fină în stilul armenesc al perioadei clasice, care a influențat multe alte biserici de-a lungul secolelor. A fost introdusă în Patrimoniul Mondial UNESCO împreună cu alte biserici din apropiere, inclusiv Catedrala Ecimiadzin, biserica mamă a Armeniei, în 2000.

## Galerie

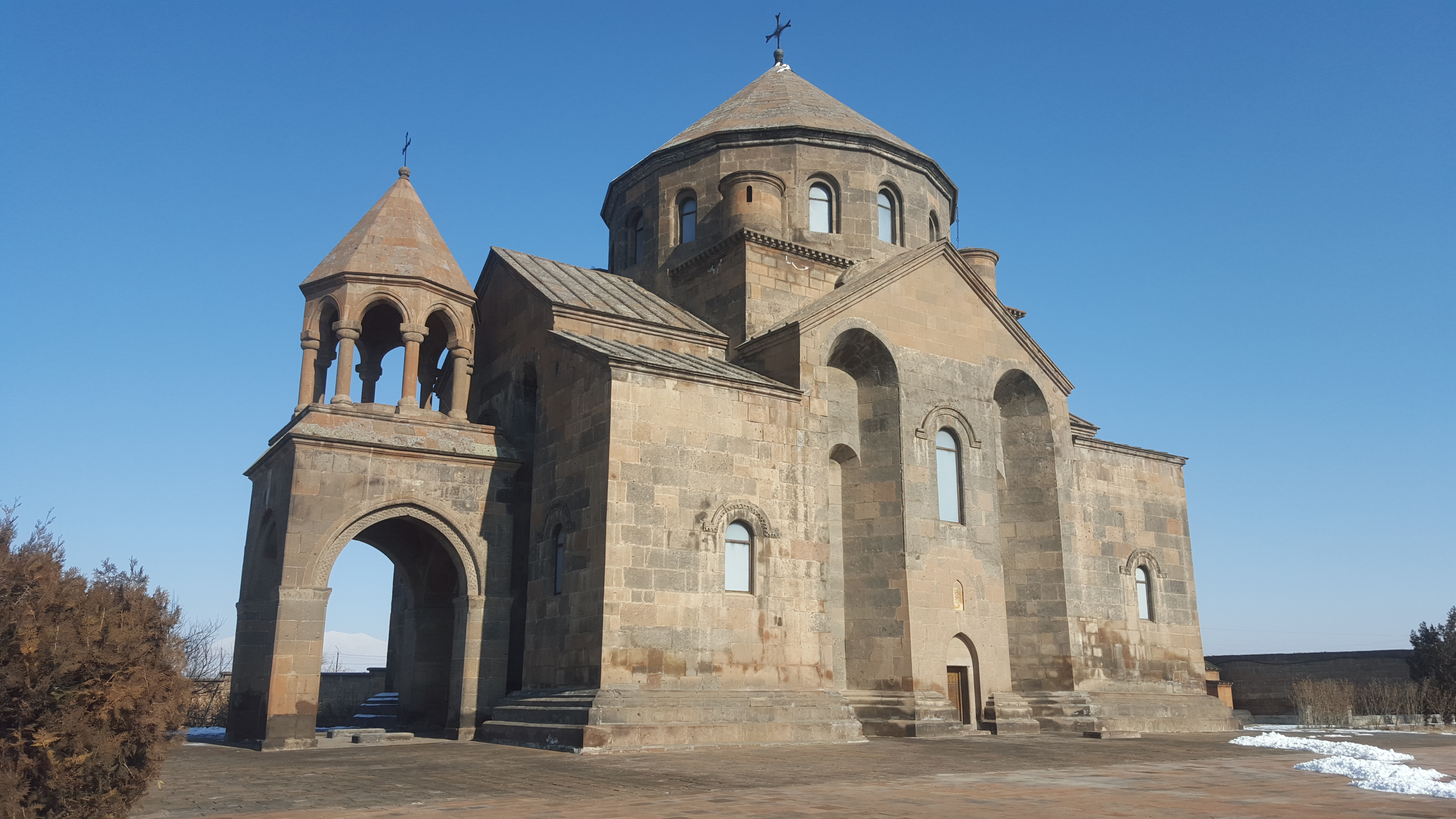
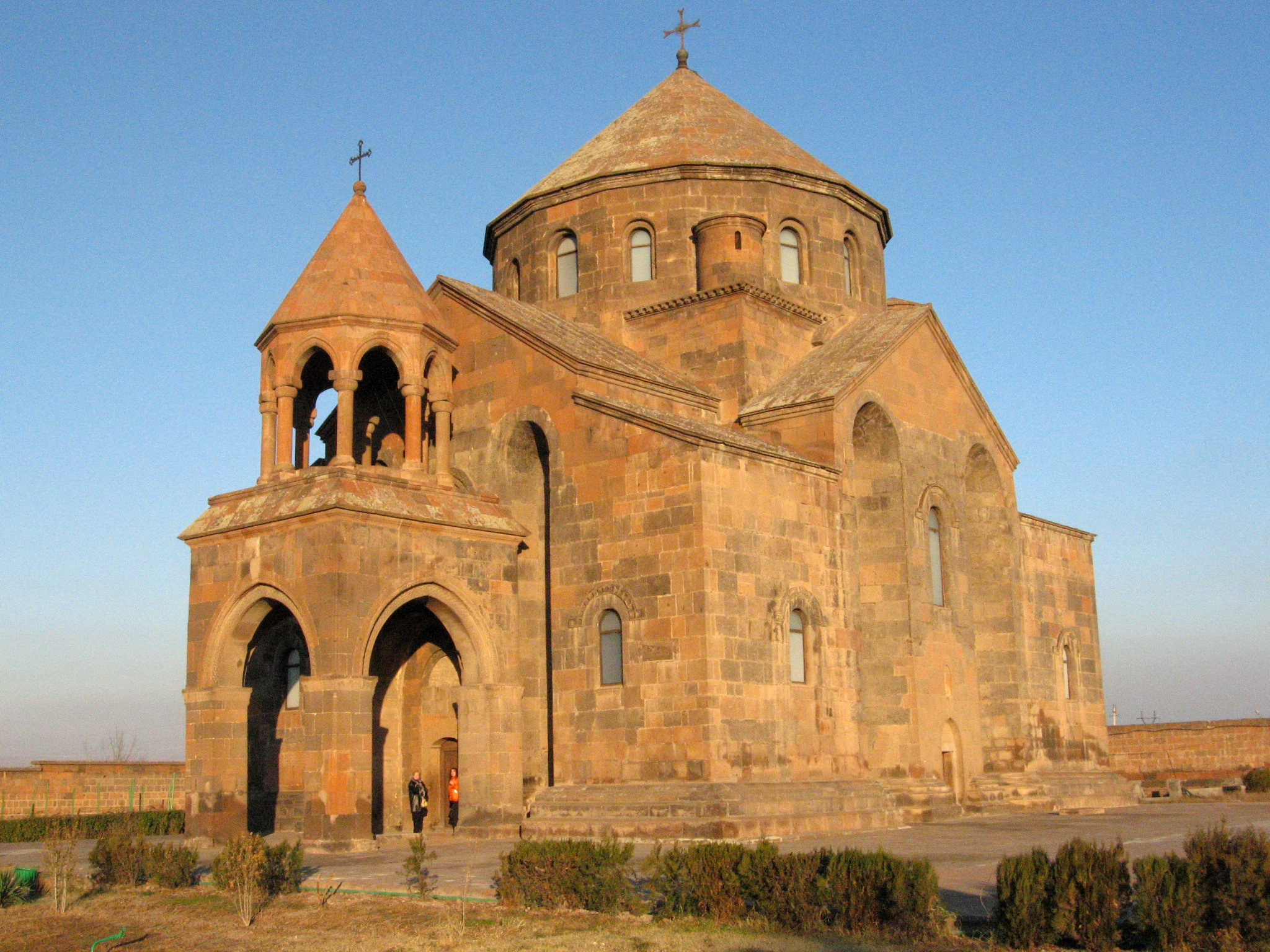
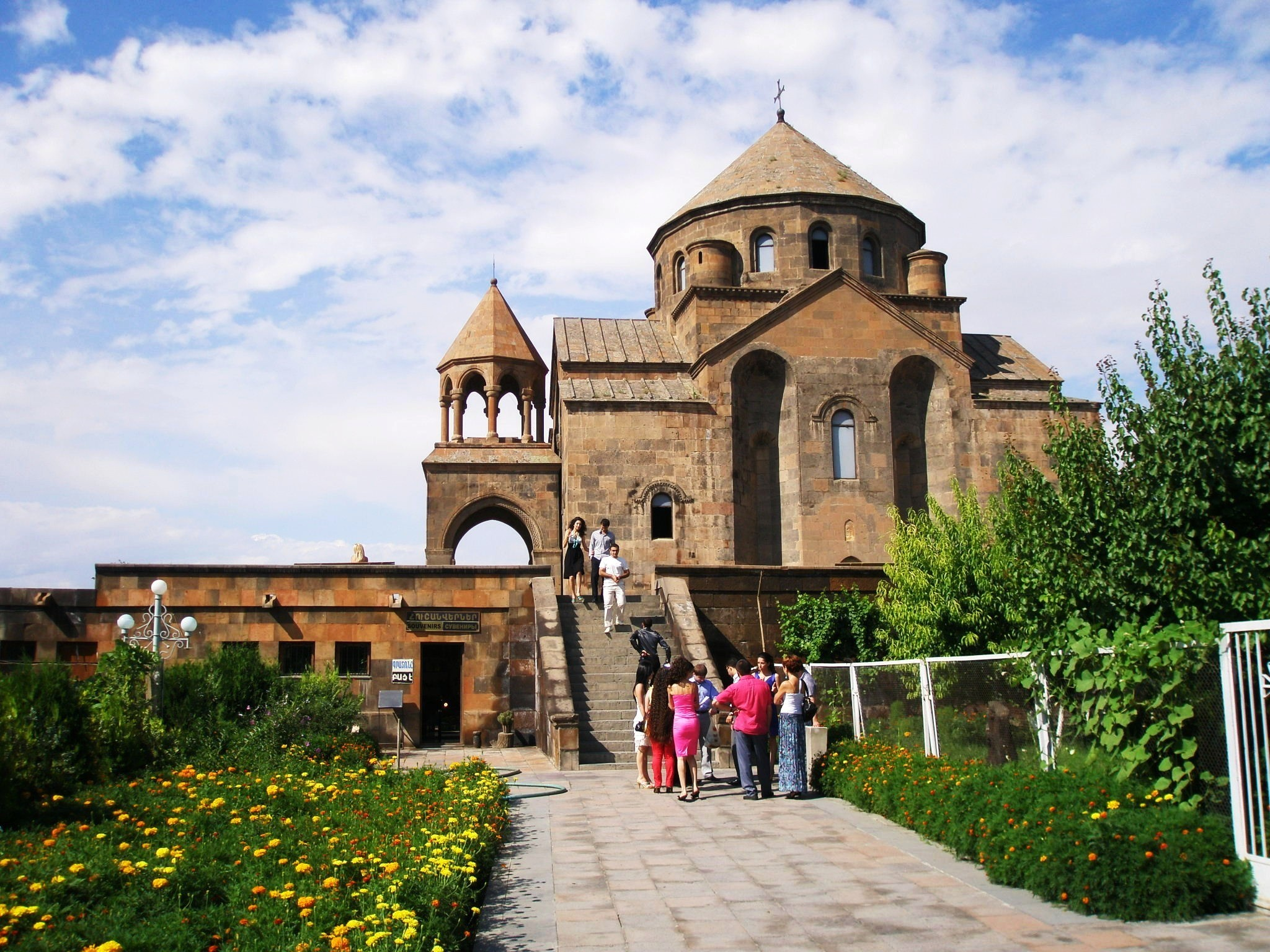
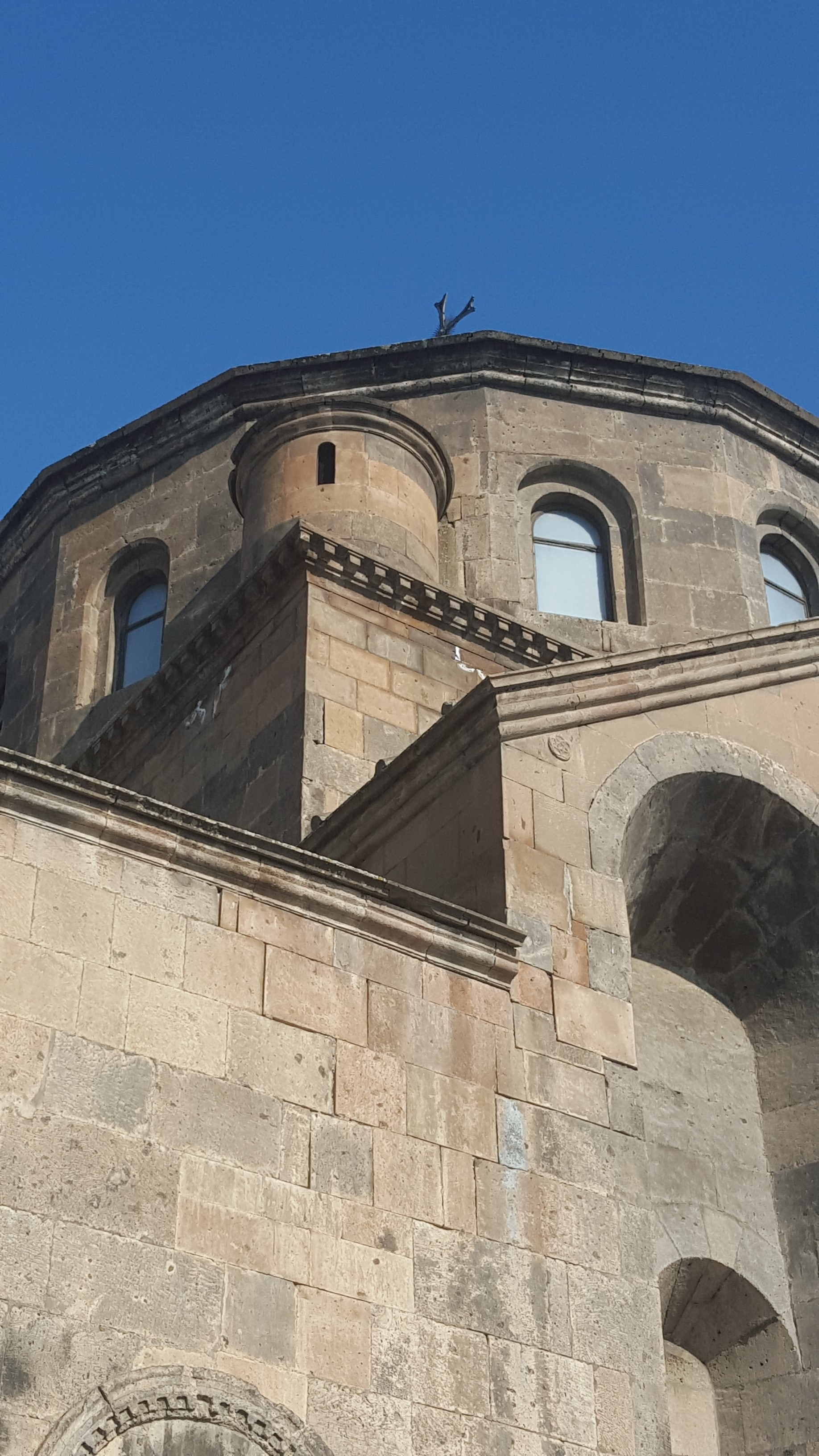
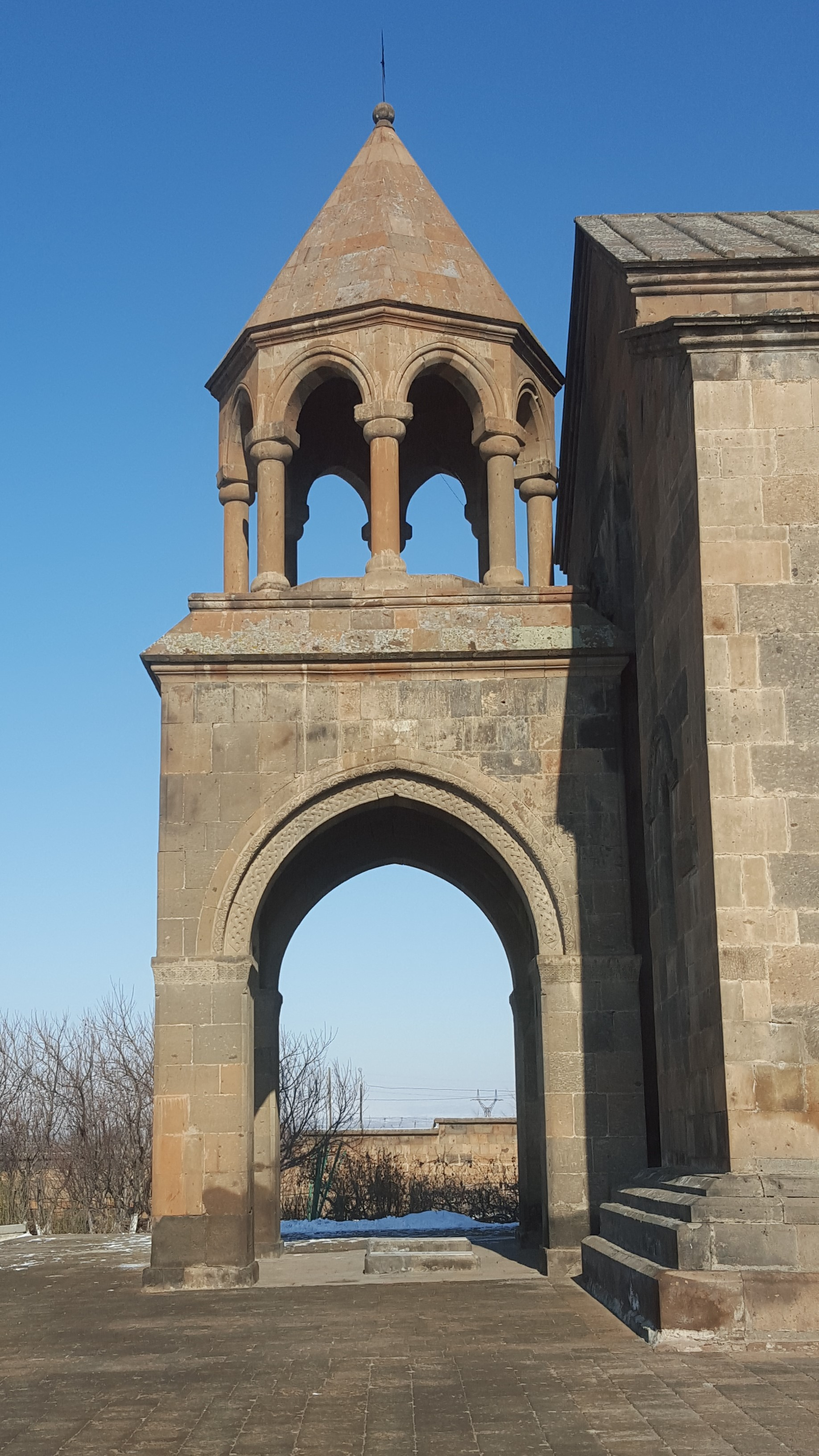
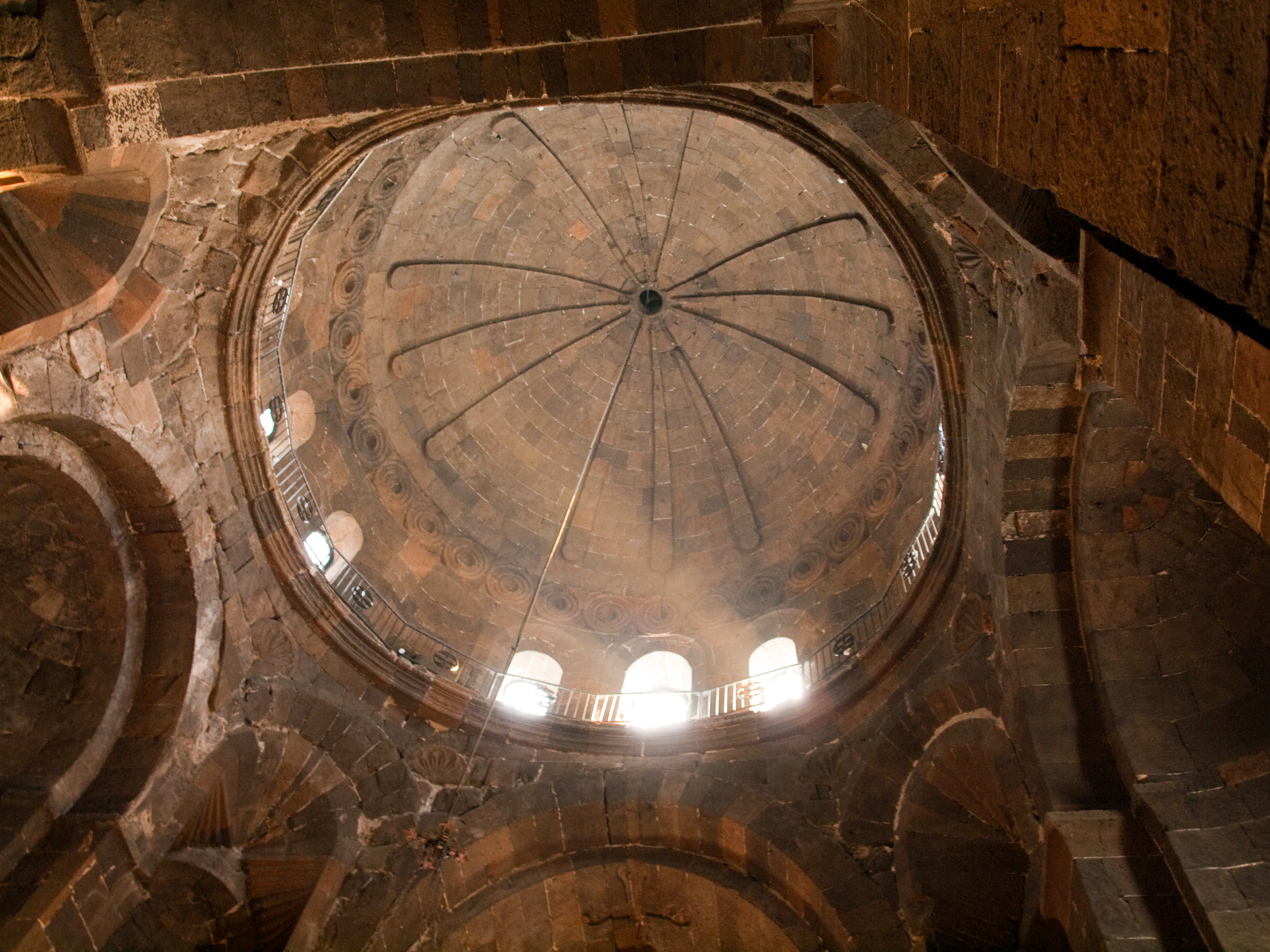
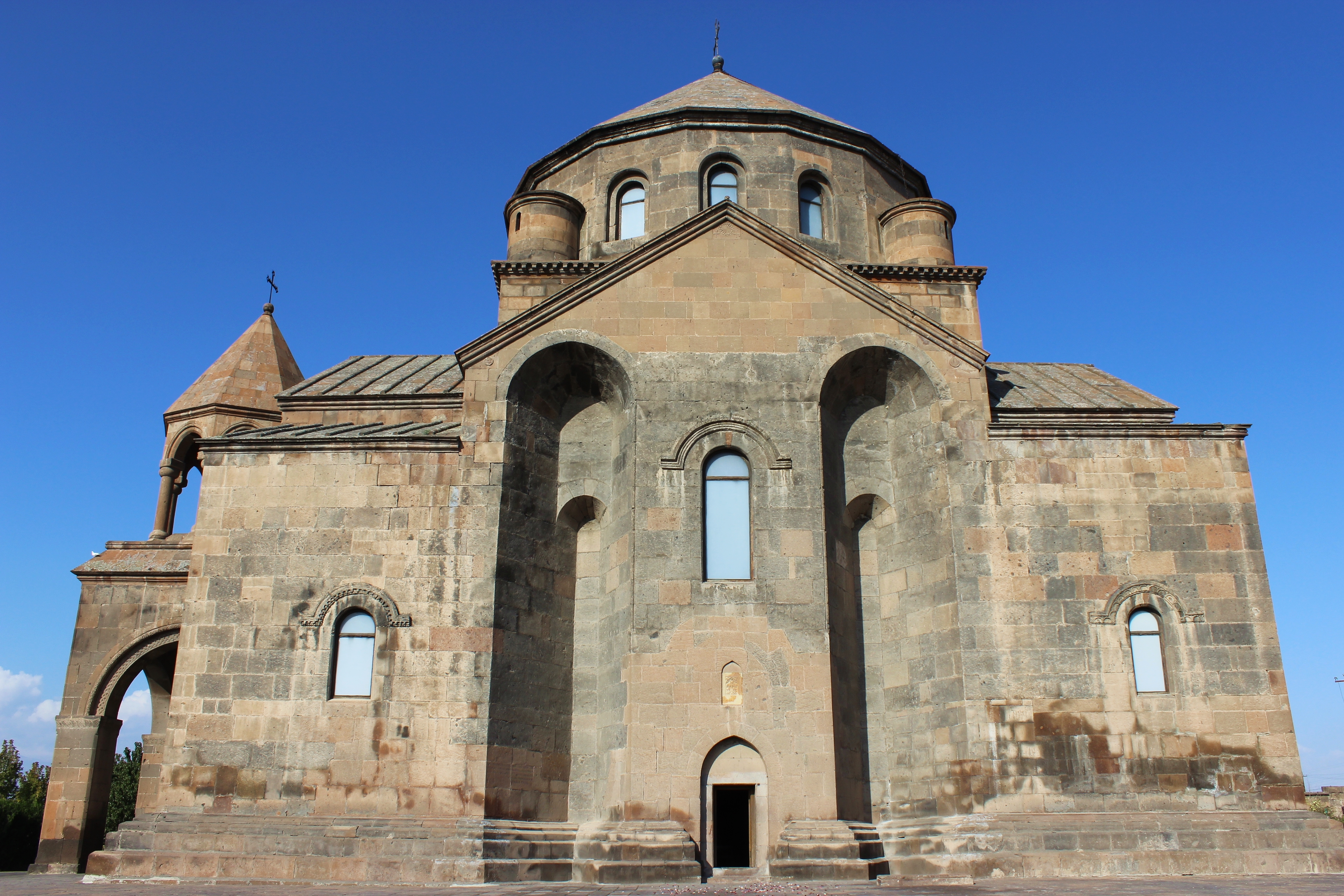
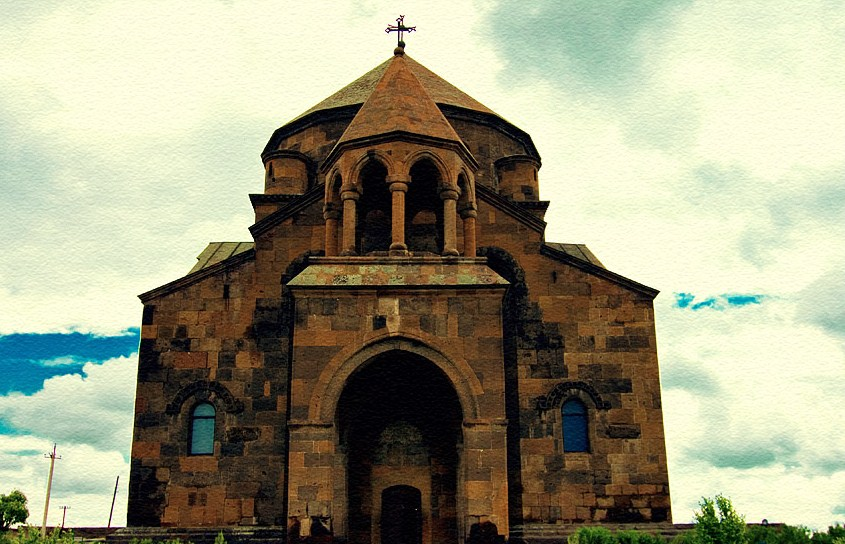
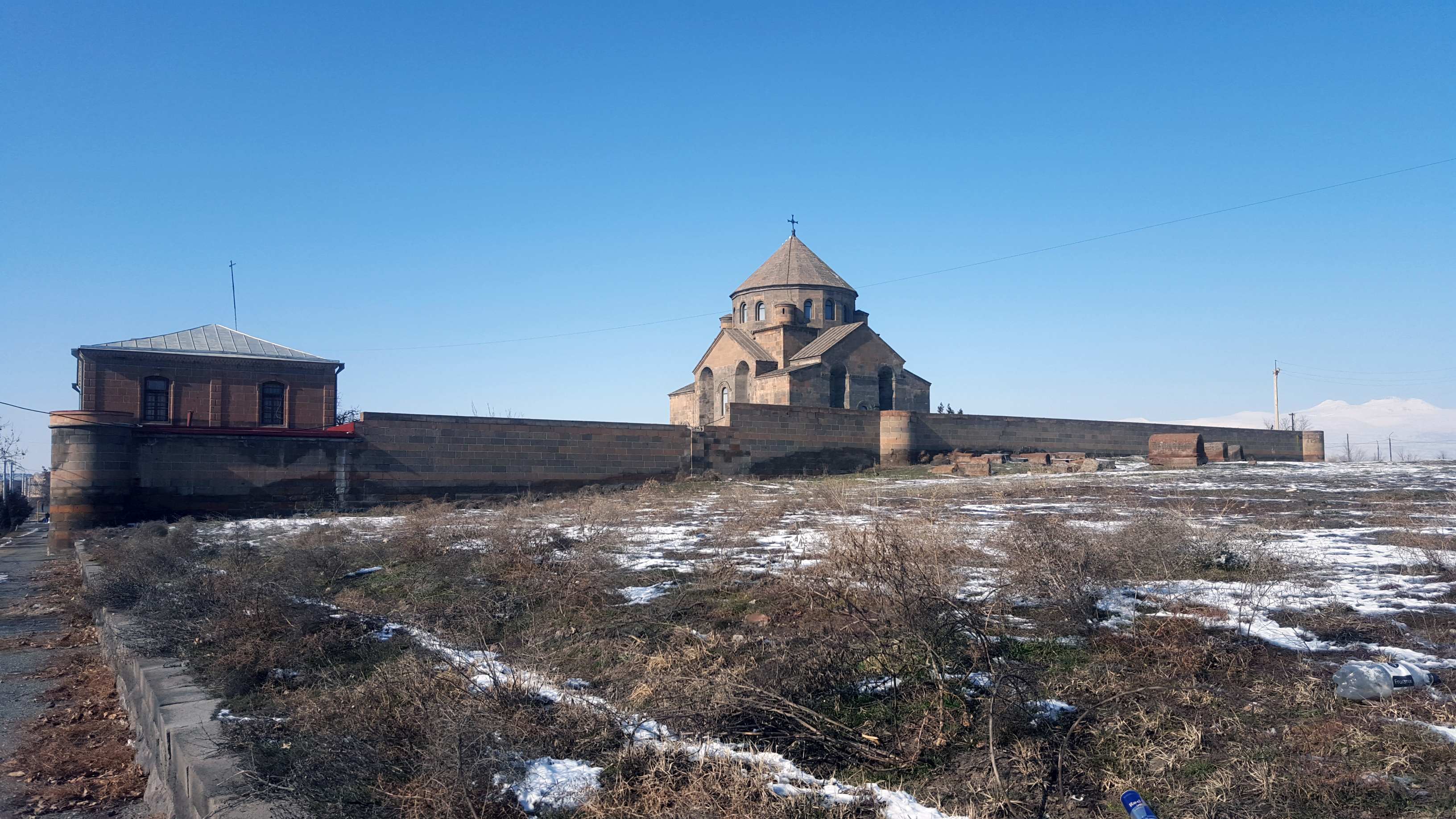
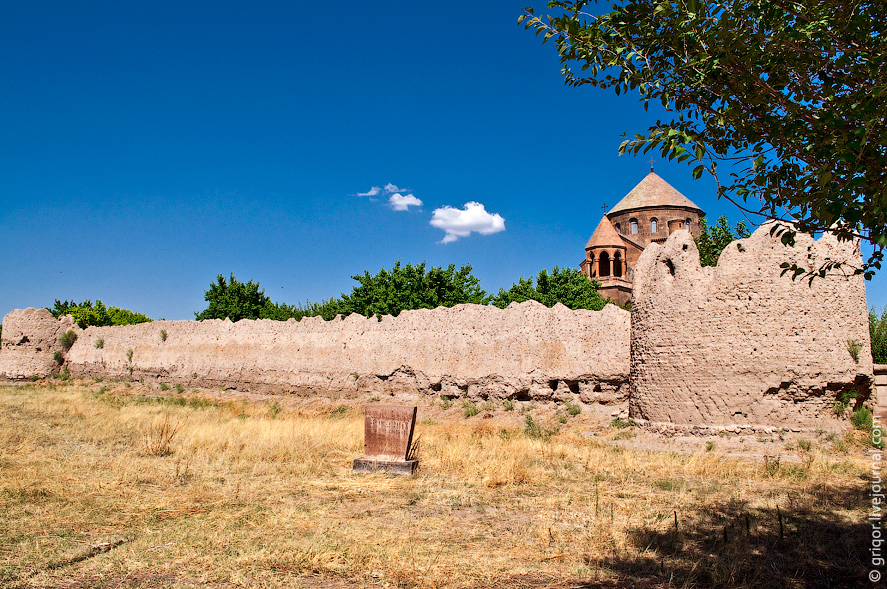